# Университетски клиничен център на Сърбия
Университетският клиничен център на Сърбия (на сръбски: Универзитетски клинички центар Србије / Univerzitetski klinički centar Srbije, с абревиатура: УКЦС / UKCS) е академичен медицински център, разположен в Белград, Сърбия. Той служи като основен медицински център както за Белград, така и за цяла Сърбия.

## Организация
Състои се от 41 организационни звена, от които 23 клиники, 9 центъра, поликлиника и други обслужващи звена. В комплекса се помещава и Медицинския факултет на Белградския университет. Клиничният център се простира на 0,34 км2 на територията на градската община Савски Венац, и се състои от около 50 сгради с обща площ от 0,28 км2.
Към 2017 г. Университетският клиничен център на Сърбия разполага с 3150 легла. Годишно се лекуват около един милион пациенти, 90 000 са хоспитализирани, извършват се над 50 000 операции и над 7 000 раждания. Към юни 2019 г. здравният център има 7386 служители.
През август 2018 г. президентът на Сърбия – Александър Вучич обявява, че правителството на Сърбия е инвестирало 110 млн. евро в реконструкция на съоръженията на комплекса за периода от 2018 до 2022 г. На 27 февруари 2022 г. е открит обновеният Клиничен център, като общата му сума за обновяването му възлиза на 260 млн. евро.